# Темна Вежа: Вітер у замкову шпарину
«Темна Вежа: Вітер у замкову шпарину» (англ. The Dark Tower: The Wind Through the Keyhole) — роман американського письменника Стівена Кінга, частина серії романів про Темну Вежу. Хронологічно події роману відбуваються між четвертою і п'ятою книгою серії. Кінг вперше оголосив про намір в 2009 році після публікації 7-ї книги серії Темна Вежа. 10 березня 2011 року про роман оголошено на офіційному сайті Кінга. Роман було надруковано видавництвом Grant 21 лютого 2012 року.

## Попередня інформація
В інтерв'ю в березні 2009, Кінг почав описувати ідею для нової короткої історії і невдовзі вирішив зробити дещо більше.
1 грудня 2009 року Стівен Кінг розмістив на офіційному сайті голосування про те, який роман йому слід написати наступним. Голосування закінчилося 31 грудня 2009 року. «Доктор Сон» набрав 5861 голос, а «Вітер у замкову шпарину» отримав 5812.

## Анотація
Ця книга продовжує роман «Чаклун та сфера. Темна вежа IV».
Страшна буря, болото, повне жахів, стовп, увінчаний головою, — все це побачив Кінг і зрозумів, що хоче побачити й інше. Так з`явилася ця книга про пригоди відважного стрільця та його друзів після того, як вони покинули Смарагдове місто.

## Український переклад
- Стівен Кінг. Темна Вежа: Вітер у замкову шпарину. Переклад з англійської: Олена Любенко; художник: О. Семякін. Харків: Книжковий Клуб «Клуб Сімейного Дозвілля», 2013. 347 с. ISBN 978-966-14-4259-6